# Contrarrelógio individual

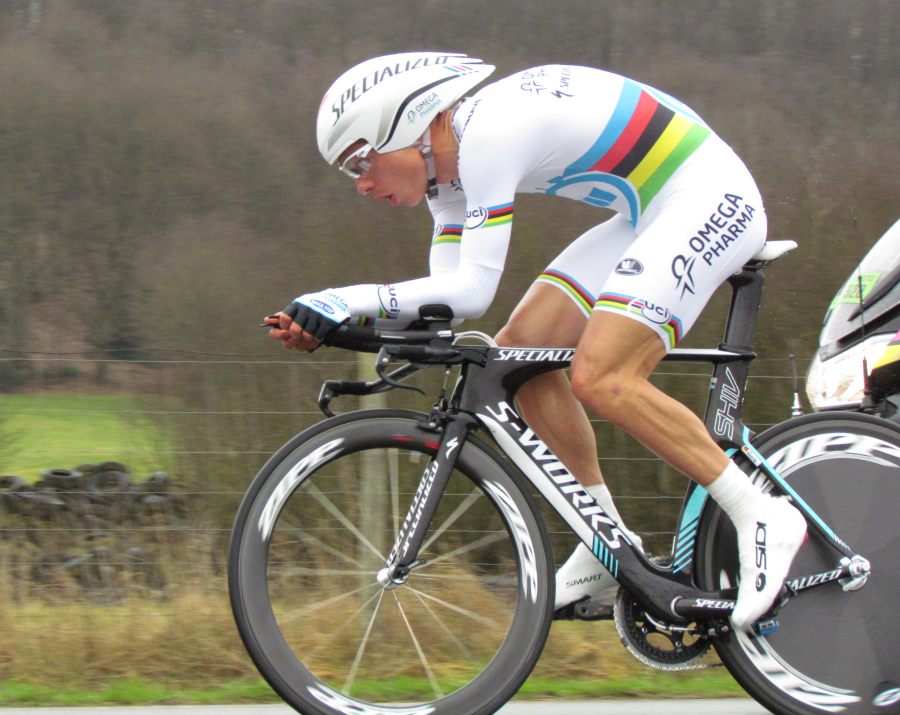
Tony Martin, três vezes campeão mundial da especialidade

Um contrarrelógio individual (C.R.I) é uma modalidade de ciclismo em estrada onde ciclistas ou equipes devem realizar um trajeto de forma separada dos outros participantes. Vence quem cobrir o percurso em menos tempo.
Constitui a terceira grande família de corridas (as outras são clássicas e corridas por etapas). Desde meados de 1990, existe também um Campeonato Mundial para os corredores da especialidade.
Os competidores tendem a ser vencidos por um tipo de ciclista chamado rodador (também contrarrelogista ou passista), uma vez que são fisicamente mais adequados para esse tipo de prova.
Dividem-se em duas categorias principais: contrarrelógio individual (C.R.I) e contrarrelógio por equipes (ou equipas) (C.R.E). Tanto as individuais como as por equipes, podem estar em qualquer percurso. As mais habituais são planas (sem subidas difíceis), embora exista também a cronoescalada (subindo a um porto) de média montanha ou em descidas (as menos habituais).
Nas provas por etapas só pode haver uma ou várias provas de contrarrelógio, cujo número depende da sua duração. Nas voltas curtas de uma semana, geralmente se disputa um contrarrelógio, no entanto, nas Grandes Voltas dos últimos anos tem variado entre 2 ou 3, e também chegaram a disputar 4 na Volta a Espanha de 2004. Se retirar as Grandes Voltas e o Campeonato Mundial, a corrida contrarrelógio mais prestigiosa será o Grande Prêmio das Nações. Jacques Anquetil é o ciclista que mais triunfou nessa prova com 9, seguido por Bernard Hinault com 5.
Durante a década de 1960 e 1970, havia uma modalidade de contrarrelógio na qual se corria atrás de uma motocicleta, que reduzia consideravelmente a resistência do ar e fazia os ciclistas rodarem em altas velocidades.
Os melhores rodadores enfrentam por vezes o recorde da hora, uma competição realizada no velódromo.
Durante a década de 1990, o contrarrelógio foi uma das provas que mais se beneficiaram dos avanços tecnológicos, seja com elementos especialmente projetados, como guiadores ou rodas, ou na modificação de bicicletas, favorecendo assim as posturas mais aerodinâmicas.

## Profissional

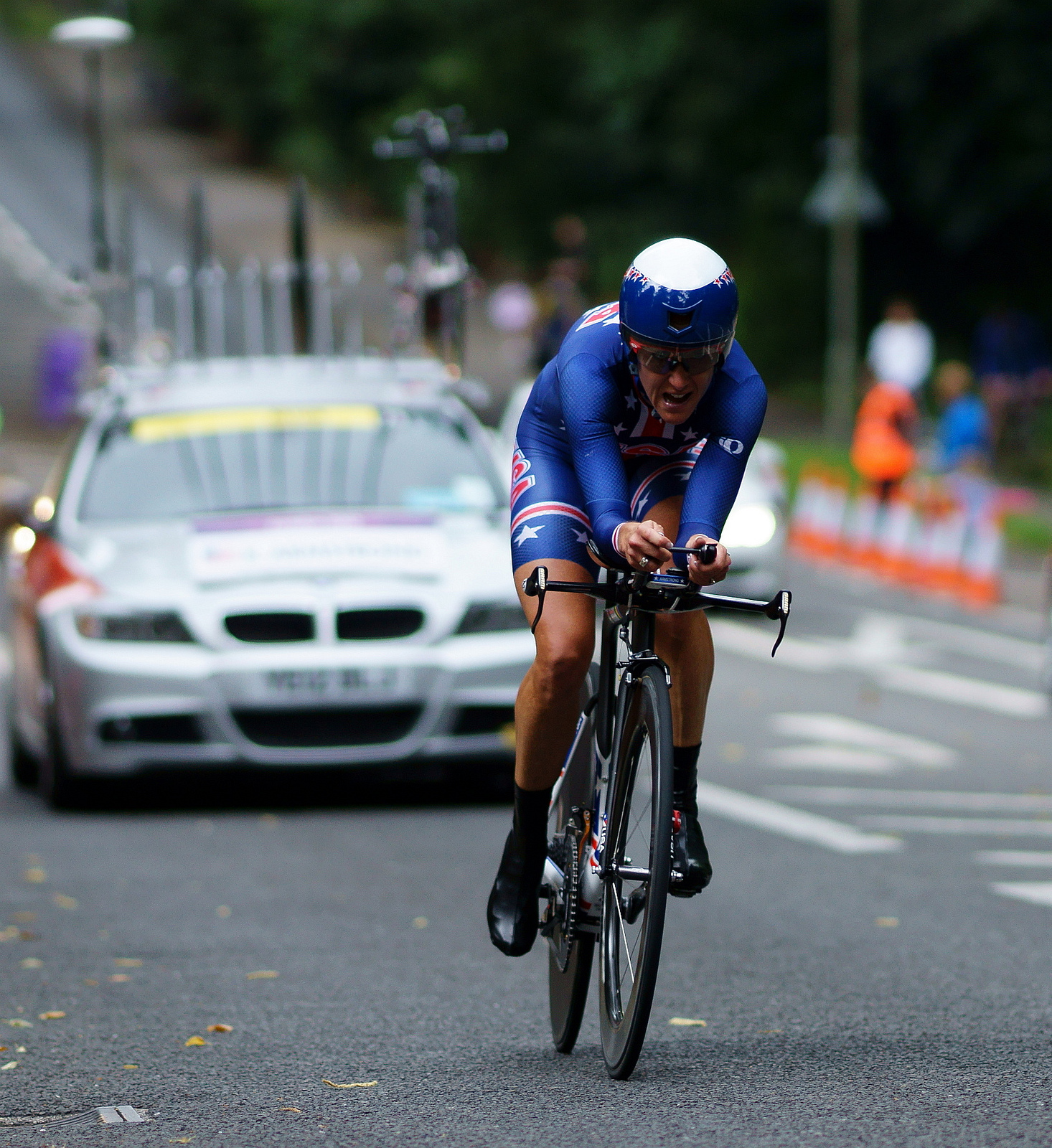
Kristin Armstrong (EUA) competindo para ganhar a medalha de ouro no contrarrelógio durante os Jogos Olímpicos de Londres 2012

Em nível profissional, os contrarrelogistas frequentemente são acompanhados por motocicletas (comissários de corrida ou câmeras) e seguidos por um carro de sua equipe com peças de reposição, mas os ciclistas não podem aproveitar a esteira dos veículos. Regulamentos da corrida normalmente ditam uma distância mínima para trás do ciclista que deve manter o carro da equipe e uma separação mínima que deve existir entre dois ciclistas antes  que o carro pode introduzir essa lacuna.
O contrarrelógio individual é geralmente realizado em corridas por etapas como as Grandes Voltas: que varia de prólogos curtos de 8 quilômetros para eventos de distância mais longos sobre percursos planos ou onduladas, pelas subidas cronometradas das estradas de montanha (contrarrelógio de montanha). Na edição do Tour de France 1989, o eventual vencedor Greg LeMond, inventou um déficit de 50 segundos para vice-campeão Laurent Fignon, mais de 24,5 km durante o contrarrelógio individual no final da etapa para vencer a corrida por 8 segundos, a menor margem de sempre. A Volta a Espanha muitas vezes realiza uma final de contrarrelógio individual na cidade de Madrid, em que o vencedor é muitas vezes decidido, proporcionando muito drama e emoção no final da corrida de etapa. Nos últimos anos, Óscar Sevilla e Roberto Heras têm visto sua liderança evaporar no contrarrelógio individual em Madrid.
O Grande Prêmio das Nações foi um evento semi-Clássico; profissionais também podem competir no anual Campeonato mundial de contrarrelógio. O contrarrelógio individual é também um evento olímpico no qual os profissionais estão autorizados a participar.
Muitos dos principais ciclistas de etapa também destacaram no contrarrelógio individual, tais como Eddy Merckx, Alfredo Binda, Jacques Anquetil, Bernard Hinault, Fausto Coppi, Laurent Fignon, Greg LeMond, Miguel Indurain, Jan Ullrich, Ivan Basso, Alberto Contador, Cadel Evans, Fabian Cancellara e Bradley Wiggins. A maioria dos vencedores recentes do Tour de France têm sido bons contrarrelogistas, exceções incluem Marco Pantani, Carlos Sastre e Andy Schleck, que eram especialistas como escaladores.

## Crono escalada
O crono escalada é uma outra versão do C.R.I, onde toda a estrada inteira ou parte significativa da mesma é uma ladeira acima ou passo de montanha. A chegada é geralmente colocada no final da subida ou nas suas proximidades. Os corredores, como em todas as corridas de contrarrelógio, baseiam-se em um de cada vez e são classificados de acordo com o tempo gasto por cada competidores.
A viagem é inferior que um contrarrelógio plana (estrada plana), podendo estar entre 10 e 20 km aproximadamente, dependendo do passo. O C.R.I não é normalmente realizado com este tipo de mais tempo devido às grandes diferenças que podem ser obtidas se o passo é mais longo, como foi o caso do Tour de France 2001 com a ascensão de 32 km de Chamrousse, na Volta a Espanha 2004 com a ascensão à Sierra Nevada por Monachil de 30 km e no Giro d'Italia 2014 com a ascensão da Cima Grappa de 26,8 km. Eles terminaram em último, com uma diferença de entre 16 e 22 minutos em relação ao vencedor, quando em um contrarrelógio tradicional destas distâncias a diferença está em torno da metade do tempo perdido.
A escolha da bicicleta neste tipo de contrarrelógio é mais complexa, dependendo se a estrada inteira está em ascensão ou não, e dependendo da porcentagem dos mesmos, pode ser mais conveniente usar a ciclovia com pequenas modificações, como acessórias no guiador.
Assim como o contrarrelógio plana (estrada plana) tendem a ser vencido pelos velocistas, os "crono escaladores" são chamados de escaladores.
Nas Grandes Voltas, o Giro d'Italia tem realizado este tipo de contrarrelógio geralmente nos últimos anos (2007, 2008, 2010, 2011, 2013 e 2014), enquanto que na Volta a Espanha não realizou em 2008 e o Tour de France desde 2004, quando o Alpe d'Huez foi promovido.

## Desempenho e táticas
Para fazer bem um C.R.I, os ciclistas devem
- manter uma potência constante por longos períodos
- manter uma frequência cardíaca controlada por longos períodos
- ter uma boa técnica de pedalada normal e suave
- manter uma posição muito aerodinâmica
- manter o trabalho apenas abaixo do limiar aeróbico quase até o final do percurso

Iniciantes, muitas vezes, cometem o erro de começar muito forte, reduzir esforços a metade da corrida para compensar e no final, percebem que não trabalhou o suficiente durante a corrida.
No contrarrelógio individual, equipamento especializado é usado frequentemente como bicicletas de contrarrelógio, capacete ou guidão de triatleta.

## Contrarrelogistas notáveis
| - Jacques Anquetil (falecido) - Lance Armstrong (retirado) - Chris Boardman (retirado) - Erik Breukink (retirado) - Fabian Cancellara - Viatcheslav Ekimov (retirado) - Tyler Hamilton (retirado) - Bernard Hinault (retirado) - Serguei Gonchar (retirado) - Thomas Dekker - Michael Rich (retirado) - Michael Rogers - Jan Ullrich (retirado) - Alexandr Vinokourov (retirado) - Abraham Olano (retirado) | - Miguel Indurain (retirado) - Vladimir Karpets - Floyd Landis (retirado) - Greg LeMond (retirado) - Eddy Merckx (retirado) - David Millar - Jens Voigt - Tony Martin - Bradley Wiggins - David Zabriskie - Sebastian Lang - Bobby Julich (retirado) - Melcior Mauri (retirado) - Graeme Obree (retirado) |